# Barbora Tomešová
Barbora Tomešová (* 8. listopadu 1986, Liberec) je bývalá česká biatlonistka, účastnice světového poháru a mistrovství světa. Svoji kariéru ukončila na jaře 2016, nyní pracuje jako televizní spolukomentátorka stanice Eurosport.

## Sportovní kariéra
Světového poháru se Barbora Tomešová účastnila od roku 2008.
V roce 2009 byla členkou české smíšené štafety, která získala bronzovou medaili na mistrovství světa v letním biatlonu v Novém Městě na Moravě.
V zimním biatlonu se pohybovala na hranici světového a evropského poháru. Na světovém poháru v norském Oslu v roce 2013 zajela ve sprintu 25. místo.

## Výsledky

### Olympijské hry a mistrovství světa
| Sezóna  | D  | Místo                | SP  | SZ | HZ | IZ  | ŠT  | SŠT | Věk    |
| ------- | -- | -------------------- | --- | -- | -- | --- | --- | --- | ------ |
| 2009/10 | MS | Chanty-Mansijsk      | –   | –  | –  | –   | –   | 9.  | 23 let |
| 2010/11 | MS | Chanty-Mansijsk      | 62. | -  | -  | 35. | 11. | -   | 24 let |
| 2011/12 | MS | Ruhpolding           | 85. | -  | -  | 83. | 10. | 8.  | 25 let |
| 2012/13 | MS | Nové Město na Moravě | 61. | -  | -  | 40. | 10. | -   | 26 let |

Poznámka: Výsledky z mistrovství světa se započítávají do celkového hodnocení světového poháru, výsledky z olympijských her se dříve započítávaly, od olympijských her v Soči se nezapočítávají.

### Světový pohár
| Sezóna  | ČSP              | Místo                | SP            | SZ  | HZ   | IZ  | ŠT  | SŠT | STŘ  | Věk  |
| ------- | ---------------- | -------------------- | ------------- | --- | ---- | --- | --- | --- | ---- | ---- |
| 2007/08 | 5.               | Ruhpolding           | 83.           | -   | -    | -   | -   | -   | -    | 21.1 |
| 2007/08 | celkové umístění | celkové umístění     | nkl           | -   | -    | -   | -   | -   | ?    |      |
| 2007/08 | celkové umístění | celkové umístění     | 0 bodů (nkl)  |     |      |     | -   | -   | ?    |      |
| 2008/09 | 5.               | Ruhpolding           | 96.           | -   | -    | -   | 11. | -   | -    | 22.1 |
| 2008/09 | celkové umístění | celkové umístění     | nkl           | nkl | nkl  | nkl | 10. | -   | ?    |      |
| 2008/09 | celkové umístění | celkové umístění     | 0 bodů (nkl)  |     |      |     | 10. | -   | ?    |      |
| 2009/10 | 1.               | Östersund            | 84.           | -   | -    | 90. | 13. | -   | -    | 23.0 |
| 2009/10 | 2.               | Hochfilzen           | 96.           | -   | -    | -   | -   | -   | -    | 23.0 |
| 2009/10 | 7.               | Kontiolahti          | 37.           | 41. | -    | -   | -   | -   | -    | 23.3 |
| 2009/10 | 8.               | Oslo                 | 40.           | 44. | -    | -   | -   | -   | -    | 23.3 |
| 2009/10 | 9.               | Chanty-Mansijsk      | 62.           | -   | -    | -   | -   | 7.  | -    | 23.3 |
| 2009/10 | celkové umístění | celkové umístění     | 85.           | -   | -    | -   | 11. | -   | 75 % |      |
| 2009/10 | celkové umístění | celkové umístění     | 5 bodů (97.)  |     |      |     | 11. | -   | 75 % |      |
| 2010/11 | 1.               | Östersund            | 64.           | -   | -    | 61. | -   | -   | -    | 24.0 |
| 2010/11 | 2.               | Hochfilzen           | 69.           | -   | -    | -   | 13. | -   | -    | 24.0 |
| 2010/11 | 3.               | Pokljuka             | 22.           | -   | -    | 33. | -   | 19. | -    | 24.0 |
| 2010/11 | 4.               | Oberhof              | 60.           | -   | -    | -   | 10. | -   | -    | 24.1 |
| 2010/11 | 5.               | Ruhpolding           | 38.           | 42. | -    | 36. | -   | -   | -    | 24.1 |
| 2010/11 | 6.               | Anterselva           | 67.           | -   | -    | -   | 16. | -   | -    | 24.1 |
| 2010/11 | 9.               | Oslo                 | 50.           | 42. | -    | -   | -   | -   | -    | 24.3 |
| 2010/11 | celkové umístění | celkové umístění     | 64.           | -   | -    | 49. | 12. | -   | 79 % |      |
| 2010/11 | celkové umístění | celkové umístění     | 41 bodů (64.) |     |      |     | 12. | -   | 79 % |      |
| 2011/12 | 1.               | Östersund            | 59.           | 56. | -    | 59. | -   | -   | -    | 25.0 |
| 2011/12 | 2.               | Hochfilzen           | 52.           | 45. | -    | -   | 10. | -   | -    | 25.0 |
| 2011/12 | 3.               | Hochfilzen           | 85.           | -   | -    | -   | -   | -   | -    | 25.0 |
| 2011/12 | 4.               | Oberhof              | 83.           | -   | -    | -   | 11. | -   | -    | 25.1 |
| 2011/12 | 5.               | N. M. na Moravě      | 77.           | -   | -    | 53. | -   | -   | -    | 25.1 |
| 2011/12 | 6.               | Anterselva           | 66.           | -   | -    | -   | 11. | -   | -    | 25.1 |
| 2011/12 | 8.               | Kontiolahti          | 53.           | lap | -    | -   | -   | 17. | -    | 25.3 |
| 2011/12 | celkové umístění | celkové umístění     | nkl           | nkl | -    | nkl | 11. | 7.  | 66 % |      |
| 2011/12 | celkové umístění | celkové umístění     | 0 bodů (nkl)  |     |      |     | 11. | 7.  | 66 % |      |
| 2012/13 | 1.               | Östersund            | 71.           | -   | -    | 64. | -   | -   | -    | 26.0 |
| 2012/13 | 2.               | Hochfilzen           | 105.          | -   | -    | -   | -   | -   | -    | 26.0 |
| 2012/13 | 6.               | Anterselva           | -             | -   | -    | -   | 15. | -   | -    | 26.1 |
| 2012/13 | 7.               | Oslo                 | 25.           | dnf | -    | -   | -   | -   | -    | 26.3 |
| 2012/13 | 8.               | Soči                 | -             | -   | -    | -   | 9.  | -   | -    | 26.3 |
| 2012/13 | celkové umístění | celkové umístění     | 70.           | -   | -    | 66. | 9.  | -   | ?    |      |
| 2012/13 | celkové umístění | celkové umístění     | 17 bodů (79.) |     |      |     | 9.  | -   | ?    |      |
| 2013/14 | 1.               | Östersund            | -             | -   | -    | 20. | -   | -   | -    | 27.0 |
| 2013/14 | 2.               | Hochfilzen           | 91.           | -   | -    | -   | 12. | -   | -    | 27.0 |
| 2013/14 | 6.               | Anterselva           | 75.           | -   | -    | -   | -   | -   |      | 27.1 |
| 2013/14 | celkové umístění | celkové umístění     | nkl           | –   | –    | 32. |     |     | 81 % |      |
| 2013/14 | celkové umístění | celkové umístění     | 21 bodů (81.) |     |      |     |     |     | 81 % |      |
| 2014/15 | 3.               | Pokljuka             | 52.           | 47. | –    | –   | –   | –   | –    | 28.2 |
| 2014/15 | 4.               | Oberhof              | 53.           | –   | –    | –   | –   | –   | –    | 28.2 |
| 2014/15 | 7.               | Nové Město na Moravě | 48.           | 30. | –    | –   | –   | –   | –    | 28.3 |
| 2014/15 | 8.               | Oslo                 | 40.           | –   | –    | 31. |     | –   | –    | 28.3 |
| 2014/15 | 9.               | Chanty-Mansijsk      | 27.           | 50. | –    | –   | –   | –   | –    | 28.4 |
| 2014/15 | Celkové umístění | Celkové umístění     | 70.           | 65. | nkl. | 56. | –   | –   |      |      |
| 2014/15 | Celkové umístění | Celkové umístění     |               |     |      |     | –   | –   |      |      |

Sezóna 2015/16
| ČSP              | Místo            | SP          | SZ | HZ | IZ | ŠT | SŠT | SZD | STŘ | Věk  |
| ---------------- | ---------------- | ----------- | -- | -- | -- | -- | --- | --- | --- | ---- |
| 6.               | Anterselva       | 89.         | –  | –  | –  | –  | –   | –   | –   | 29.2 |
| 9.               | Chanty-Mansijsk  | 69.         | –  | –  | –  | –  | –   | –   | –   | 29.4 |
| Celkové umístění | Celkové umístění | nkl.        | –  | –  | –  | –  | –   | –   |     |      |
| Celkové umístění | Celkové umístění | 0 b. (nkl.) |    |    |    | –  | –   | –   |     |      |

### Juniorská mistrovství
| Sezóna  | D   | Místo        | SP  | SZ  | IZ  | ŠT | Věk    |
| ------- | --- | ------------ | --- | --- | --- | -- | ------ |
| 2004/05 | MSJ | Kontiolahti  | 27. | 25. | 45. | –  | 18 let |
| 2005/06 | MSJ | Presque Isle | 32. | 36. | 9.  | 8. | 19 let |
| 2006/07 | MSJ | Martell      | 39. | 31. | dq  | 8. | 20 let |